# Karl-Anthony Towns
Karl-Anthony Towns Jr. (ur. 15 listopada 1995 w Piscataway) – amerykański koszykarz dominikańskiego pochodzenia, występujący na pozycjach skrzydłowego oraz środkowego, reprezentant Dominikany, aktualnie zawodnik zespołu New York Knicks.
W 2013 i 2014 wystąpił w meczu wschodzących gwiazd – Nike Hoop Summit oraz McDonald’s All-American (2014).
Karl zadebiutował w NBA 28 października 2015 w meczu przeciwko Los Angeles Lakers. Zdobył 14 punktów, do których dołożył 12 zbiórek. 30 października przeciwko Denver Nuggets zaliczył 28 punktów i 14 zbiórek. W ten sposób jako pierwszy nastolatek zdobył dwa double-double w swoich dwóch pierwszych meczach.

## Osiągnięcia
Stan na 1 czerwca 2024, na podstawie, o ile nie zaznaczono inaczej.
NCAA
- Uczestnik NCAA Final Four (2015)
- Mistrz:
  - turnieju konferencji Southeastern (SEC – 2015)
  - sezonu regularnego SEC (2015)
- Najlepszy pierwszoroczny gracz konferencji SEC (2015)[5]
- MVP turnieju regionalnego Midwest NCAA (2015)[5]
- Zaliczony do[5]:
  - I składu:
    - SEC (2015)
    - debiutantów SEC (2015)
    - NCAA Tournament Midwest Region All-Tournament Team (2015)

  - II składu All-American (2015)
- Członek SEC First-Year Academic Honor Roll (2015)[5]

NBA
- Debiutant Roku (2016)[6]
- Zwycięzca konkursu:
  - Skills Challenge (2016)
  - rzutów za 3 punkty (2022)[7]
- Uczestnik:
  - meczu gwiazd NBA (2018, 2019[8], 2022[9], 2024[10])
  - Rising Stars Challenge (2016, 2017)[11]
  - konkursu rzutów za 3 punkty (2022, 2024)[12]
- Zaliczony do:
  - I składu debiutantów NBA (2016)[13]
  - III składu NBA (2018)[14]
- Debiutant miesiąca (listopad, grudzień 2015, styczeń, luty, marzec, kwiecień 2016)

Reprezentacja
- Mistrz Ameryki Środkowej (2012)[15]
- Uczestnik:
  - mistrzostw Ameryki (2013 – 4. miejsce)
  - kontynentalnego turnieju Tuto Marchanda (2013 – 4. miejsce)
  - mistrzostw Ameryki Środkowej U–17 (2011)[15]
  - kwalifikacji olimpijskich (2012 – 4. miejsce)